# Santa Cruz de Bezana
Santa Cruz de Bezana és un municipi de la Comunitat Autònoma de Cantàbria. Limita al nord amb el Mar Cantàbric, a l'oest amb Piélagos, al sud amb Camargo i a l'est amb Santander. Està situat en la zona d'influència de la capital provincial, per això se li pot enquadrar en la comarca de Badia de Santander.
En la pedania de Soto de la Marina tenen lloc les activitats de la mostra de curtmetratges Sotocine.

## Localitats
- Azoños.
- Maoño.
- Mompía.
- Prezanes.
- Sancibrián.
- Santa Cruz de Bezana (Capital), amb 4.199 habitants en 2006.
- Soto de la Marina.

## Demografia
| 1900  | 1910  | 1920  | 1930  | 1940  | 1950  | 1960  | 1970  | 1980  | 1990  | 2000  | 2007   |
| ----- | ----- | ----- | ----- | ----- | ----- | ----- | ----- | ----- | ----- | ----- | ------ |
| 2.052 | 2.298 | 2.548 | 2.916 | 2.939 | 3.124 | 3.484 | 3.397 | 3.651 | 4.396 | 7.890 | 10.463 |

Font: INE

## Administració
| Eleccions municipals, 25 de maig de 2003 |       |        |          |
| Partit                                   | Vots  | %      | Regidors |
| PP                                       | 1.749 | 32,23% | 5        |
| PSOE                                     | 1.319 | 24,31% | 4        |
| PRC                                      | 982   | 18,10% | 2        |
| AVISCB                                   | 895   | 16,49% | 2        |

| Eleccions municipals, 27 de maig de 2007 |       |        |          |
| Partit                                   | Vots  | %      | Regidors |
| PP                                       | 2.378 | 41,23% | 8        |
| PSOE                                     | 1.743 | 30,11% | 6        |
| PRC                                      | 693   | 11,97% | 2        |
| AVISCB                                   | 476   | 8,22%  | 1        |